# Iacob Domșa
Iacob Domșa (n. 1878, Pețelca - d. 1941, Blaj) a fost un delegat în Marea Adunare Națională de la Alba Iulia, organismul legislativ reprezentativ al „tuturor românilor din Transilvania, Banat și Țara Ungurească”, cel care a adoptat hotărârea privind Unirea Transilvaniei cu România, la 1 decembrie 1918.:p. 93

## Biografie
S-a născut în anul 1878 în comuna Pețelca, județul Alba. A fost delegat la Adunarea Națională din partea circumscripției Zlatna, unde era protopop.